# Дългопет Диана
Дългопетът Диана (Tarsius dentatus) е вид бозайник от семейство Дългопетови (Tarsiidae). Видът е световно застрашен, със статут Уязвим.

## Разпространение
Разпространен е в Индонезия (Сулавеси).